# Мехмед Зекерия Сертел
Мехмед Зекерия Сертел (на турски: Mehmet Zekeriya Sertel) е виден турски журналист, общественик и социалист.

## Биография
Роден е в 1890 година в македонски град Струмица, тогава Османската империя. Занимава се активно с журналистика, ставайки известен в Солун и Цариград и пише в „Йени Фелсефе“ (Нова философия). Запознава се с писанията на друг автор в „Йени Фелсефе“ – Сабиха Назми, която също пише върху женски социални проблеми. Зекерия, след като прочита статията ѝ „Жената в османското общество“, отличена в 1911 година като най-добра статия на списанието за годината, ѝ предлага брак без да я познава.
Семейството на Сабиха е против брака ѝ с турчин мюсюлманин, но след като Солун остава в Гърция след Междусъюзническата война в 1913 година, Назми са принудени да емигрират в Цариград, където в нова, преобладаващо турска среда приемат и в 1915 година Сабиха и Зекерия се женят. Бракът им е революционен акт и се смята за първия брак между дьонме и мюсюлманин.
В 1919 година Сабиха получава стипендия и заедно с мъжа си и заминава за САЩ, където семейството остава до падането на империята. Завръщат се в Турция в 1923 година. Мехмед заедно със съпругата си започват да пишат по социални, политически и различни обществени въпроси. В 1924 година в Цариград двамата започват да издават интелектуалното списание „Ресимли Ай“ (Илюстрован месец).
В 1925 година Мехмед е арестуван заради статия в списанието и е осъден на три години затвор, а списанието „Ресимли Ай“ спира да се издава за кратко. В 1926 година списанието „Ресимли Ай“ започва да излиза отново, заявявайки, че повторнтоо му издание ще отбележи „раждането на нова литература“. Към края на 1930 година партньорите на семейството се изтеглят от „Ресимли Ай“ поради дисидентския му профил.
В 1934 година семейството започва да публикува вестник „Тан“ (Зора). Мехмед Зекерия го купува заедно с либерала Ахмед Емин Ялман, с когото го управляват две години. В това време Ялман е главен писател на вестника, а Мехмед и Сабиха са писатели в него.
При налагането на Закона за фамилните имена в Турция в 1934 година Сабиха и Мехмед избират името Сертел (Силна ръка). В 1941 година Тан е временно спрян като властите заявяват, че забраната ще бъде отменена ако Сабиха спре да пише, но тя отказва и пише книга за Втората световна война. На 4 декември 1945 година крайно десни студенти нападат и унищожават редакцията на вестника.
В 1950 година семейство Сертел е принудено да емигрира и живее последователно в Париж, Виена и от 1963 година в Азербайджан, Съветски съюз.

## Творчество
- Hayat ve Şebap (1911, Selanik, Nebizade Hamdi ile birlikte)
- Hayat Ansiklopedisi (1932, ekip çalışması)
- Davamız ve Müdafaamız (1946, Sabiha Sertel ile birlikte)
- Mavi Gözlü Dev (1968, Ant Yayınları)
- Nazım Hikmet'in Son Yılları (1978, Milliyet Yayınları)
- Rus Biçimi Sosyalizm (1993, İletişim Yayınları)
- Amerikan Biçimi Yaşam (1993, Yapı Kredi Yayınları)
- Sertellerin Anılarında Nazım Hikmet ve Babıali (1993, Adam Yayınları, Sabiha ve Yıldız Sertel ile birlikte)